# اوفیر مارسیانو
اوفیر مارسیانو (عبری: אופיר מרציאנו‎؛ زادهٔ ۷ اکتبر ۱۹۸۹) بازیکن فوتبال اهل اسرائیل است.
از باشگاه‌هایی که در آن بازی کرده است می‌توان به باشگاه فوتبال موسکرون اشاره کرد. وی همچنین در تیم ملی فوتبال اسرائیل بازی کرده است.